# Bogdan Trotsoek
Bogdan Jakoblevitsj Trotsoek (Russisch: Богдан Тротсук) (Bakoe, Azerbeidzjan, 1931) is een Azerbeidzjaanse componist.

## Levensloop
Trotsoek was als klein jongetje al een getalenteerd musicus. Hij studeerde aan het Conservatorium van Moskou onder andere compositie in de klas van Aram Chatsjatoerjan. Verdere leraren waren voor muziektheorie Igor Vladimirovitsj Sposobin en voor orkestdirectie Lorin Maazel. In 1969 gradueerde hij aan dit instituut, maar Chatsjatoerjan gaf hem het advies verdere postgraduaatstudies te doen. 
Vanaf het begin van de jaren 1960 was Trotsoek een freelancecomponist. Hij schreef werken voor naast alle genres, zoals symfonieën, balletten, kamermuziek, toneel- en filmmuziek, maar ook werken voor instrumenten van de volksmuziek. Voor zijn werken kreeg hij talrijke prijzen en onderscheidingen. Hij had een coöperatie met de twee vooraanstaande militaire harmonieorkesten in Rusland, namelijk het Lijfgarde harmonieorkest van de Russische President en het Centrale harmonieorkest van het Russische ministerie van Landsverdediging in Moskou.

## Composities (selectie)

### Werken voor orkest
- Concert symfonie, voor trompet en orkest (opgedragen aan: Timofei Dokshitzer)

### Werken voor harmonieorkest
- Fanfares Triomphales
- Russian Concerto, voor trompet en harmonieorkest
- 1981 Satiricon Suite
  1. Hooray for the Clowns
  2. Cruel Tango
  3. Capricious Waltz
- Visiting Old Arbat
  1. Polanaise
  2. Waltz
  3. Slap Happy Dance

### Kamermuziek
- Baby Concerto, voor trompet en piano
- Concert Piece, voor trompet en piano
- Suite un poco Prokofiew, voor trompet en orgel (samen met: Timofei Dokshitzer)